# Élections fédérales allemandes de 2013
Les élections fédérales allemandes de 2013 (en allemand : Bundestagswahl 2013) se sont tenues le dimanche 22 septembre, afin d'élire les 598 députés de la dix-huitième législature du Bundestag. Du fait du mode de scrutin, un total de 631 députés fédéraux a finalement été élu.
L'issue de ce scrutin s'avère être un triomphe personnel pour la présidente des Unions chrétiennes (CDU/CSU) et chancelière fédérale sortante, Angela Merkel, son parti manquant de peu la majorité absolue mais parvenant à conserver sa position de première force politique nationale. Cette situation lui permet, quelques mois plus tard, d'être réélue chancelière de la République fédérale d'Allemagne pour un troisième mandat consécutif, au sein d'une « grande coalition ».

## Organisation

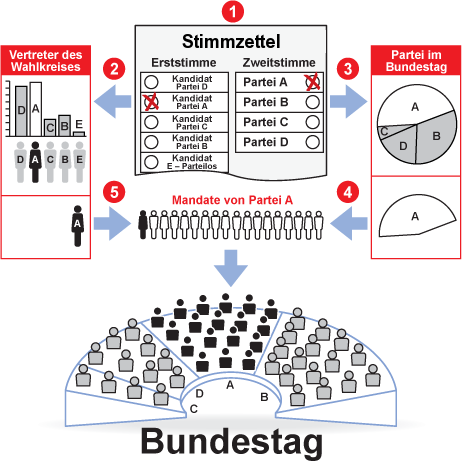
Schéma illustrant le fonctionnement du système électoral allemand.

### Système électoral
Le Bundestag est élu pour une législature (en allemand : wahlperiod) de quatre ans au scrutin majoritaire uninominal et proportionnel par compensation.
Conformément à la loi électorale fédérale, le Bundestag se compose de 598 députés, dont 299 élus au scrutin uninominal majoritaire à un tour dans 299 circonscriptions.
Le jour du scrutin, chaque électeur dispose de deux voix : 
- la « première voix » (en allemand : erste stimme) lui permet de voter pour un candidat de sa circonscription (en allemand : Direktkandidaten im Wahlkreis) ;
- la « seconde voix » (en allemand : zweite stimme) lui permet de voter pour une liste de candidats présentée dans le cadre de son État fédéré (en allemand : Landesliste).

À l'issue du dépouillement, l'intégralité des 598 sièges est répartie au scrutin proportionnel de Sainte-Lagüe sur la base des secondes voix entre les partis politiques totalisant plus de 5 % des suffrages exprimés au niveau national ou qui l'ont emporté dans au moins trois circonscriptions.
Une fois la répartition proportionnelle effectuée, les sièges alloués à chaque parti sont pourvus en priorité par les députés fédéraux élus au scrutin majoritaire. Les sièges non pourvus avec les « premières voix » sont ensuite comblés par les candidats présents sur les listes régionales.
Avec un tel mode de scrutin, il est possible pour un parti de remporter plus de sièges au scrutin majoritaire que ce que la répartition proportionnelle lui accorde. Ces mandats, qualifiés de supplémentaires (en allemand : Überhangmandat) sont conservés et des mandats complémentaires (en allemand : Ausgleichsmandat) sont alors attribués aux autres partis afin de rétablir la proportionnalité de la représentation parlementaire. Le nombre total de députés fédéraux se trouve ainsi augmenté.

### Législature
La 18e législature du Bundestag, issue des élections fédérales du 22 septembre 2013, doit durer quatre ans, sauf si la Chambre devait être le sujet d'une dissolution, décidée par le président de la République fédérale.

## Contexte

### Bundestag sortant

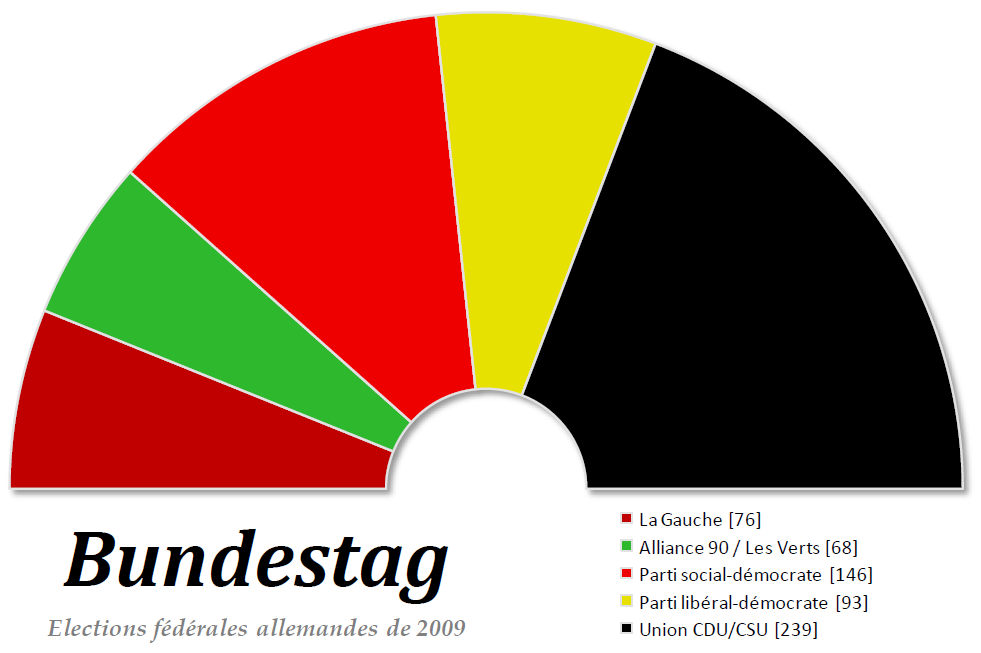
La composition du Bundestag sortant.

Aux élections fédérales du 27 septembre 2009, les Unions chrétiennes CDU/CSU, de la chancelière fédérale Angela Merkel, constituaient encore la première force politique fédérale avec 33,8 % des suffrages, un score quasiment stable.
Leur partenaire au sein de la grande coalition au pouvoir, le Parti social-démocrate d'Allemagne (SPD) avait, pour sa part, lourdement chuté, jusqu'à 23 % des voix, son plus mauvais score depuis 1949 et la création de l'Allemagne fédérale. Le président du parti, Franz Müntefering, avait alors remis sa démission, laissant le candidat à la chancellerie, Frank-Walter Steinmeier, prendre la direction de l'opposition, en attendant l'élection de Sigmar Gabriel à la tête du parti.
L'effondrement du SPD avait profité, en premier lieu, au Parti libéral-démocrate (FDP) qui, avec 14,6 % des suffrages, réalisait le meilleur score de son histoire. C'est ainsi que les libéraux furent approchés par Angela Merkel, celle-ci ayant le dessein de former une coalition noire-jaune.
À gauche, le parti Die Linke, formation apparue au moment du scrutin de 2005, poursuit sa progression et prend la quatrième place des forces politiques fédérales, remportant 11,9 % des voix, devant l'Alliance 90 / Les Verts, qui réalise son meilleur résultat avec 10,7 % des suffrages.

### Coalition noire-jaune
La coalition sortante, issue des élections fédérales du 27 septembre 2009 et dirigée par la chancelière Angela Merkel, est soutenue par les conservateurs de la CDU/CSU et les libéraux du FDP. Forte du soutien de 332 députés du Bundestag sur 622, soit 53,3 % des sièges, Angela Merkel, qui avait, précédemment dirigée une grande coalition CDU/CSU-SPD, est aisément réélue chancelière fédérale, le 28 octobre 2009, par 323 voix contre 285.

### Possible reconduction de la coalition sortante

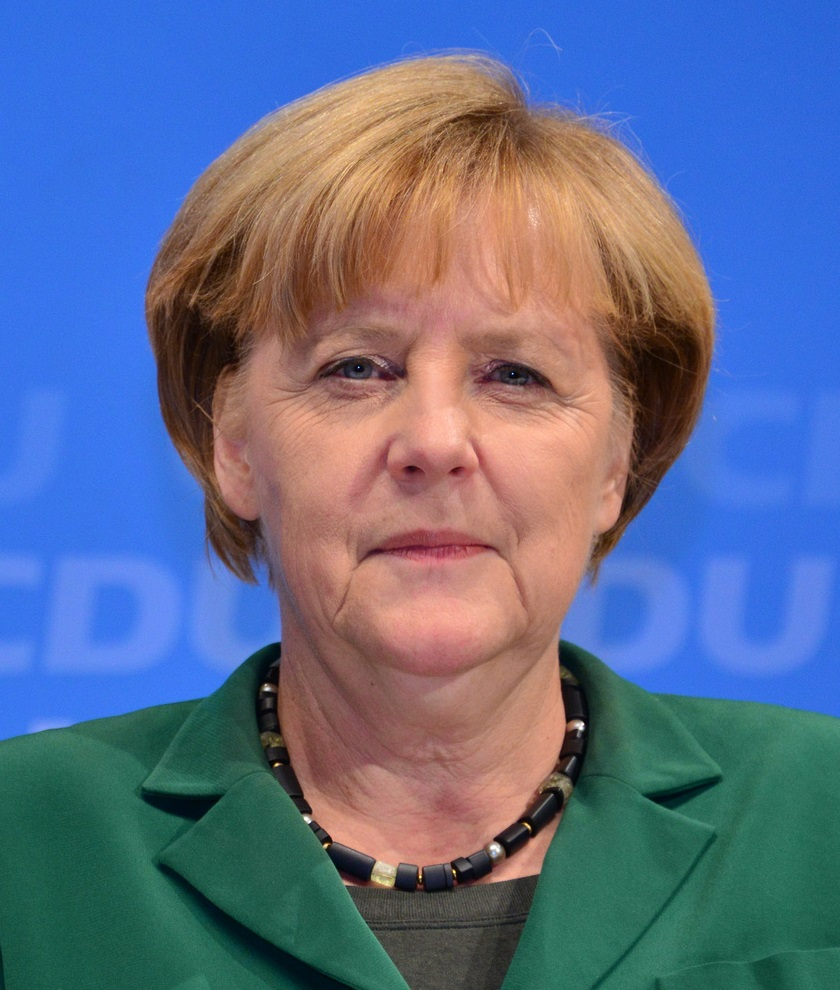
La présidente de la CDU, Angela Merkel, chancelière fédérale sortante.

Réélue chancelière fédérale par le Bundestag à l'issue du scrutin parlementaire de 2009, Angela Merkel s'est alliée aux libéraux du FDP pour pouvoir gouverner l'Allemagne.
Très populaire, la chancelière Merkel bénéficie d'un certain crédit pour s'être notamment occupée des questions européennes ; en première ligne, puisque dirigeant la première puissance économique de la zone euro, elle est ainsi intervenue pour la défense des intérêts de la monnaie unique, n'hésitant pas à fustiger la mauvaise gestion de la Grèce et promouvoir une certaine rigueur budgétaire, tant en Allemagne qu'en Europe.
Mais cette 17e législature reste marquée par un recul du centre droit au niveau territorial, puisque trois des plus importants Länder du pays, la Rhénanie-du-Nord-Westphalie en 2010, le Bade-Wurtemberg en 2011, la Basse-Saxe en 2013, sont passés sous le contrôle de coalitions liant le SPD aux Verts, offrant à la gauche une majorité absolue au Bundesrat. Au niveau politique, elle a été dominée par la crise de la dette dans la zone euro. En outre, à l'occasion des élections régionales tenues en 2011 et 2012, le Parti des pirates (Piraten) a fait une apparition remarquée sur la scène politique, obtenant des élus à Berlin, dans la Sarre, en Rhénanie-du-Nord-Westphalie et dans le Schleswig-Holstein. En outre, le FDP, qui, lors des élections de 2009, avait pourtant connu ses meilleurs résultats électoraux, rapidement déchanté, incapable de se réadapter après onze ans dans l'opposition. En 2011, la succession des échecs électoraux conduisent à la démission du président du parti, Guido Westerwelle, vice-chancelier et ministre fédéral des Affaires étrangères, par le ministre fédéral de la Santé, Philipp Rösler.
De même, Angela Merkel dut assumer une situation difficile, née de la démission, le 31 mai 2010, du président de la République fédérale, Horst Köhler, celui-ci n'ayant pas accepté la polémique née du propos présidentiel portant, quelques jours auparavant, sur la guerre d'Afghanistan. La chancelière propose le nom du ministre-président de Basse-Saxe, Christian Wulff, considéré comme un éventuel rival interne de Merkel, pour la présidence ; or, celui-ci, qui semblait certain de sa victoire puisque la coalition gouvernementale disposait largement d'une majorité suffisante à son élection dès le premier tour de scrutin, n'est finalement élu qu'à l'issue du troisième tour de ce scrutin présidentiel fort disputé. Cette élection difficile, considérée comme un camouflet pour la chancelière qui n'a pas su convaincre sa majorité de son choix, se voit contrariée en février 2012, puisque le chef de l'État démissionne, impliquée dans un scandale financier et soupçonné d'avoir menacé la presse. C'est finalement l'ancien Commissaire fédéral pour les Archives de la Stasi, Joachim Gauck, que la chancelière propose pour la succession de Wulff, et qui, fort du soutien de l'ensemble des forces parlementaires, mise à part la formation de gauche Die Linke, se voit élu président de la République fédérale par une large majorité.
Le programme de la CDU/CSU, qui fut présenté par Angela Merkel le 23 juin 2013, exclut toute hausse d'impôt. Il a en effet pour dessein la hausse des allocations familiales et des retraites des mères de famille, ainsi qu'une facilité d'impôt favorisant les familles. Un programme, jugé généreux, qui fut raillé par l'opposition social-démocrate, qui n’a vu dans ces propositions qu'un semblant de « conte de fées », voire une « escroquerie » et surnomme Angela Merkel la « papesse de la dette ». En réalité, la chancelière a pioché dans le programme du SPD et des Verts plusieurs propositions (plafonnement des loyers, modernisation des infrastructures, hausse des allocations enfants, augmentation du complément de retraite pour certaines catégories sociales, etc.), provoquant un flou idéologique entre les partis permettant de lui assurer la victoire.
Créditée d'un large résultat, avoisinant les 40 % d'intentions de vote, la CDU/CSU semble être la grande favorite de ce scrutin législatif. Une position favorable au parti qui serait due à la popularité de Merkel, très respectée. Si la chancelière, en revanche, semble quasi-certaine de conserver sa qualité de chancelière, nul ne sait ce que saurait être sa marge de manœuvre, ses partenaires de la coalition sortante, les libéraux du FDP, n'étant crédités que d'un faible résultat, une grande coalition pourrait naître de ce scrutin, si les résultats devaient imposer une telle situation.

### Campagne difficile des sociaux-démocrates

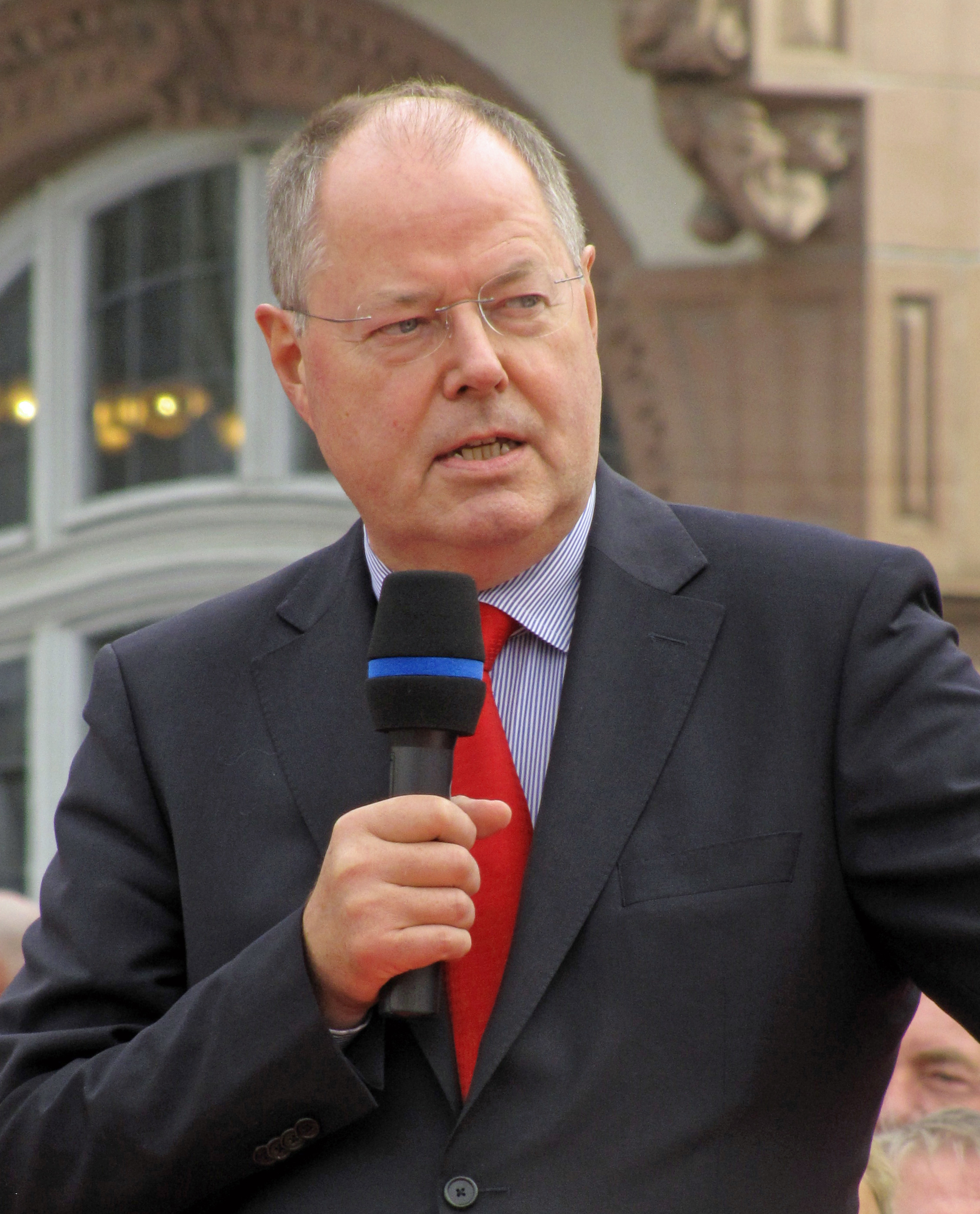
Peer Steinbrück, le candidat des sociaux-démocrates à la chancellerie, en campagne.

Le 28 septembre 2012, le nom de l'ancien ministre fédéral des Finances, Peer Steinbrück, grand argentier de l'Allemagne au sein de la grande coalition CDU/CSU-SPD, est proposé par le président du Parti social-démocrate (SPD), Sigmar Gabriel, qui ne souhaitait pas affronter la chancelière fédérale, Angela Merkel. Il est officiellement intronisé le 9 décembre, lors d'un grand congrès, son nom ayant été approuvé par 93,5 % des grands électeurs internes au parti, à Hanovre.
Considéré comme étant un homme de compétences, tant sur les questions économiques et financières, salué pour son passage au ministère fédéral des Finances, Steinbrück est considéré, dans un premier temps comme un candidat sérieux pour la chancellerie, et un rival de poids pour Angela Merkel. D'autre part, il figure parmi les personnalités politiques les plus appréciées des Allemands ; un classement cependant dominé par la chancelière.
Dans son discours d'intronisation, il reconnaît que le pays est en bonne santé économique mais dénonce la précarité du monde du travail, les inégalités toujours croissantes, rappelant son soutien au mécanisme de « frein à la dette » et annonçant des augmentations d'impôt pour les plus aisés et la recréation d'un impôt sur la fortune. De même, il déclare avoir l'intention de former un gouvernement de coalition SPD-Les Verts, récuse fermement l'idée d'une éventuelle grande coalition et ne renie pas les réformes importantes à l'Agenda 2010, décidé par l'ancien chancelier social-démocrate Gerhard Schröder, qui, selon Steinbrück, ne peut pas profiter qu'à la chancelière sortante.
Mais la campagne des sociaux-démocrates se trouve être ternie par la personnalité de leur propre candidat : bien qu'étant considéré comme un homme d'expérience, puisqu'ayant été ministre des Finances, Steinbrück reste néanmoins réputé, lors de cette campagne, pour de nombreuses maladresses : il estime ainsi que le chancelier fédéral n'est guère assez bien payé et qu'Angela Merkel, parce qu'elle est une femme, serait plus avantagée que tout autre candidat à la chancellerie. D'autre part, il doit clarifier le fait qu'il ait été fort bien rémunéré pour quelques conférences économiques.
Dans son programme, le SPD propose, notamment, l'instauration d'un salaire minimum, celui-ci actant ainsi « un fort refus de l'égoïsme pour une plus grande équité ».

### Avenir flou des libéraux

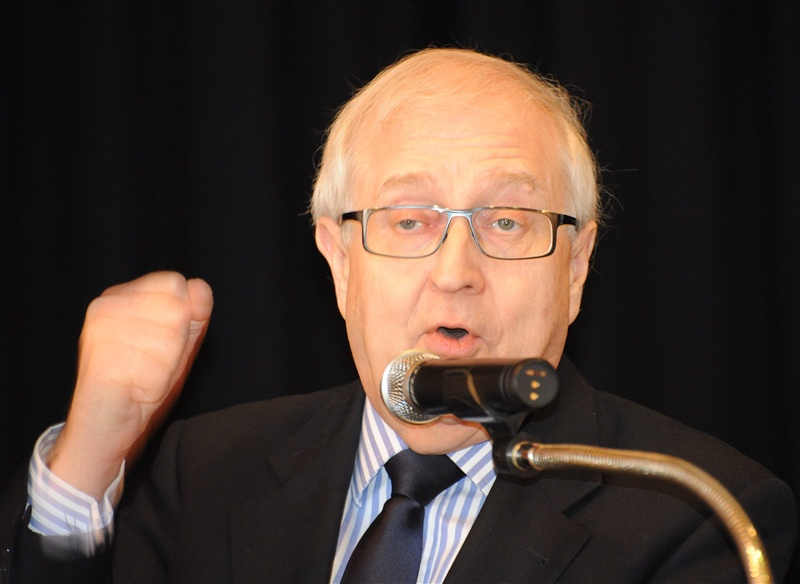
Rainer Brüderle, chef de file des libéraux du FDP.

À l'issue des élections fédérales de septembre 2009, les libéraux du Parti libéral-démocrate (FDP), dirigé par Guido Westerwelle, connaissaient leur meilleur résultat pour un scrutin fédéral : en effet, le parti, qui avait recueilli 14,6 % des suffrages, pouvait compter sur la présence, au Bundestag, de 96 députés. Le FDP formait alors une coalition gouvernementale noire-jaune, celle-ci dirigée par la chancelière sortante, Angela Merkel, qui fut la chancelière d'une grande coalition issue des élections de 2005. Guido Westerwelle, le président du parti, était ainsi nommé vice-chancelier et ministre fédéral des Affaires étrangères.
Cependant critiqué pour les mauvais résultats obtenus par le parti aux élections locales de 2011, puis pour l'abstention de l'Allemagne lors du vote de l'ONU concernant une éventuelle intervention militaire en Libye, Guido Westerwelle déclare vouloir se démettre de la présidence du FDP pour le congrès du mois de mai, qui doit se tenir à Rostock. La direction choisit finalement le ministre de la Santé, Philipp Rösler, pour la succession de Westerwelle investi avec 95 % des voix le 13 mai. La veille, il avait été nommé ministre fédéral de l'Économie, remplaçant ainsi Rainer Brüderle, ce dernier ayant pour sa part pris la direction du groupe parlementaire fédéral. Le congrès s'avère être l'occasion d'un important remaniement de la direction du parti, aucun des trois vice-présidents sortants, dont Brüderle, n'étant reconduit dans ses fonctions.
Néanmoins, Rösler, qui semble avoir hérité de l'impopularité de Westerwelle, est lui-même critiqué par certains cadres de son propre parti pour ne pas savoir enrayé le déclin électoral vécu par le FDP ; des critiques que le chef du parti ne tarde pas à dénoncer, appelant tous à l'unité.
Le 21 janvier 2013, au lendemain des élections législatives régionales en Basse-Saxe qui ont vu une progression inattendue des libéraux, Rösler annonce que Brüderle sera chef de file (Spitzenkandidat) du FDP aux élections fédérales de septembre suivant, mais qu'il conserve cependant la direction du parti.

### Rôle des Verts dans la campagne

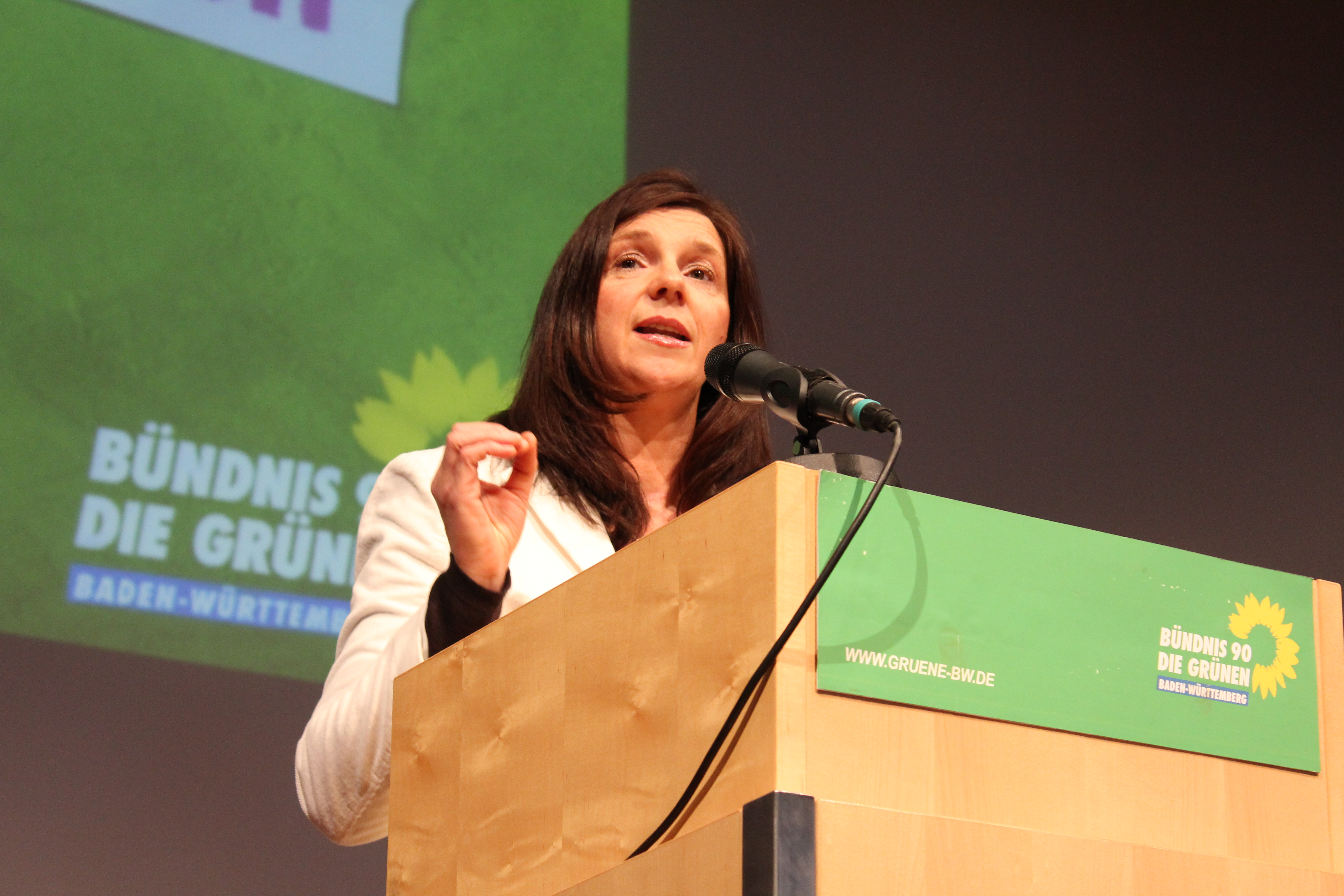
Katrin Göring-Eckardt, l'une des chefs de file des Verts.

Forts d'un score historique de 10,7 % des voix aux élections fédérales de septembre 2009, Les Verts se sont associés au SPD pour reprendre au centre droit le Land de Rhénanie-du-Nord-Westphalie, en 2010.
Quelques mois plus tard, en 2011, l'écologiste Winfried Kretschmann, par le biais d'une coalition avec les sociaux-démocrates, fut élu ministre-président du Bade-Wurtemberg et le premier Vert dirigeant un gouvernement régional d'Allemagne. À la fin de l'année, ayant dépassé les 5 % des voix en Mecklembourg-Poméranie-Occidentale, le parti se réclame de la présence de nombreux élus dans tous les Parlements du pays.
En octobre 2012, à l'issue d'une primaire encore inédite, les Verts, qui ont été conviés à élire les deux chefs de file du parti, ont chargé Jürgen Trittin et Katrin Göring-Eckardt de diriger la campagne de la formation.
Les Verts, qui ont profité des craintes des citoyens allemands lors de l'accident nucléaire de Fukushima, au Japon, se sont engagés pour une alliance avec le SPD, avec, pour dessein, « un changement de politique allemande, puis européenne ».

### Progression des partis eurosceptiques
Deux partis eurosceptiques se sont distingués durant la campagne : la formation de gauche radicale Die Linke, fondée en 2007 par l'ancien ministre fédéral des Finances, Oskar Lafontaine, et le parti conservateur Alternative pour l'Allemagne (Alternative für Deutschland, AfD) : tous deux prônent, pour l'intérêt de l'Allemagne, selon eux, la dissolution de l'euro, quand bien même Lafontaine fut considéré comme l'un des promoteurs, puis l'un des fondateurs de la zone euro lorsqu'il fut ministre des Finances.
En 2009, à l'issue des élections fédérales, le parti Die Linke, fort d'avoir obtenu 11,9 % des voix, s'est imposé comme une force politique d'influence. Les sondages lui présument un bon résultat pour le scrutin du 22 septembre 2013, si bien que selon ces enquêtes, une coalition liant le SPD, les Verts et Die Linke serait la seule combinaison politique en mesure de faire obstacle à la probable réélection d'Angela Merkel à la chancellerie.
Quant à l'AfD, fondée quelques mois avant les élections parlementaires par un ancien membre de la CDU, elle est créditée d'un résultat notable, bien que peu d'experts lui prêtent la probabilité d'une représentation au Parlement ; cependant, si ce parti devait remporter un peu plus de 5 % des voix, il serait en mesure de siéger au Bundestag, ce qui serait considérablement symbolique, l'Allemagne étant considérée comme le grand pilier économique de l'Union européenne.

## Campagne

### Principaux partis
| Parti | Parti                                                                              | Idéologie                                                                   | Chef de file                               | Résultats en 2009           |
| ----- | ---------------------------------------------------------------------------------- | --------------------------------------------------------------------------- | ------------------------------------------ | --------------------------- |
|       | Union chrétienne-démocrate d'Allemagne Christlich Demokratische Union Deutschlands | Centre droit Démocratie chrétienne, Libéral-conservatisme                   | Angela Merkel (CDU) (Chancelière fédérale) | 27,3 % des voix 194 députés |
|       | Union chrétienne-sociale en Bavière Christlich-Soziale Union in Bayern             | Centre droit Démocratie chrétienne, Libéral-conservatisme                   | Angela Merkel (CDU) (Chancelière fédérale) | 6,5 % des voix 45 députés   |
|       | Parti social-démocrate d'Allemagne Sozialdemokratische Partei Deutschlands         | Centre gauche Social-démocratie, troisième voie, progressisme               | Peer Steinbrück                            | 23,0 % des voix 146 députés |
|       | Parti libéral-démocrate Freie Demokratische Partei                                 | Centre droit Libéralisme économique, social-libéralisme                     | Rainer Brüderle                            | 14,6 % des voix 93 députés  |
|       | Die Linke                                                                          | Gauche - Extrême gauche Socialisme démocratique, anticapitalisme, populisme | Aucun (collectif)                          | 11,9 % des voix 76 députés  |
|       | Alliance 90 / Les Verts Bündnis 90/Die Grünen                                      | Centre gauche Écologie politique, progressisme                              | Jürgen Trittin et Katrin Göring-Eckardt    | 10,7 % des voix 68 députés  |

### Sondages

Sondages réalisés chaque semaine ou chaque mois de la législature, par les instituts (A)llensbach, (E)MNID, (F)ORSA, Forschungsgruppe (W)ahlen, (G)MS, (I)nfratest dimap, IN(S)A, (T)NS, Trend (R)esearch et enfin IfM (Leipzig) entre le 2 octobre 2009 et le 19 septembre 2013 (source : wahlrecht.de).
Couleurs : CDU/CSU, SPD, FDP, Linke, Grüne, Piraten, Freie Wähler, AfD, Autres. Points : Niveau à l'élection de 2009.

La plupart des sondages conduits par les instituts allemandes d'opinion publique Allesbach, Emnid, Forsa, Forschungsgruppe Wahlen, GMS, Infratest Dimap et INSA/YouGov suggèrent que, si les prochaines élections avaient lieu en avril 2013, ni la CDU/CSU et le FDP (coalition noire-jaune), ni le SPD et les Verts (coalition rouge-verte), tous deux partenaires au sein du gouvernement Schröder de 1998 à 2005, n'obtiendraient une majorité des sièges au Bundestag.
Selon d'autres sondages menés également en avril 2013, notamment de l'institut Forsa, l'Union CDU/CSU et le FDP pourraient obtenir 47 % des voix, un résultat suffisant pour leur permettre d'avoir la majorité des sièges s'il excède le total cumulé des voix qui se porteront sur les autres partis capables d'obtenir des sièges. L'ensemble des sondages menés entre avril et août 2013 montrent que l'Union, créditée d'intentions de vote se situant entre 38 % et 42 % des voix, aurait une avance de plus de dix points sur son adversaire le SPD, crédité lui d'un score se situant entre 23 et 28 % des voix, en baisse lors des dernières semaines de campagne.
Le FDP, dont la présence au Parlement remonte à la fondation de la République en 1949, ne serait pas certain cette fois d'y entrer, étant crédité d'intentions de vote comprises entre 3 % et 6 %, avec toutefois de meilleures intentions de vote à l'approche du scrutin.
Le parti Die Linke verrait sa représentation au Bundestag se réduire, étant créditée de 6 à 10 % des voix, en hausse à l'approche des élections. Les Verts obtiendraient entre 9 et 16 % des voix, en baisse dans les dernières semaines de campagne.
Le Parti des pirates, pourtant crédité d'un nombre de voix parfois supérieur à 10 % les mois précédents, n'obtiendrait qu'entre 2 et 4 % des voix, en dessous du seuil de 5 % nécessaire pour obtenir des élus à la représentation proportionnelle.
Inversement, l'Alternative pour l'Allemagne, parti allemand libéral-conservateur et franchement eurosceptique, fondé au printemps 2013, a atteint dans quelques sondages le seuil d'entrée à 5 %, dans une première enquête publiée le mardi 23 avril par Bild. Le premier sondage portant sur sa popularité l'avait crédité de 3 %.

## Résultats

### Niveau fédéral
|                                    |                                                   |                                                   |                  |                  |                  |                  |            |       |       |        |              |               |  |  |  |  |  |  |  |
| Partis                             | Partis                                            | Partis                                            | Circonscriptions | Circonscriptions | Circonscriptions | Circonscriptions | Liste      | Liste | Liste | Liste  | Total sièges | +/−           |  |  |  |  |  |  |  |
| Partis                             | Partis                                            | Partis                                            | Votes            | %                | Sièges           | +/-              | Votes      | %     | +/-   | Sièges | Total sièges | +/−           |  |  |  |  |  |  |  |
|                                    |                                                   | Union chrétienne-démocrate d'Allemagne (CDU)      | 16 233 642       | 37,21            | 191              | 18               | 14 921 877 | 34,13 | 6,86  | 64     | 255          | 61            |  |  |  |  |  |  |  |
|                                    | Union chrétienne-sociale en Bavière (CSU)         | 3 544 079                                         | 8,12             | 45               | en stagnation    | 3 243 569        | 7,42       | 0,89  | 11    | 56     | 11           |               |  |  |  |  |  |  |  |
| Total Unions chrétiennes (CDU/CSU) | Total Unions chrétiennes (CDU/CSU)                | 19 777 721                                        | 45,33            | 236              | 18               | 18 165 446       | 41,54      | 7,74  | 75    | 311    | 72           |               |  |  |  |  |  |  |  |
|                                    | Parti social-démocrate d'Allemagne (SPD)          | Parti social-démocrate d'Allemagne (SPD)          | 12 843 458       | 29,44            | 58               | 6                | 11 252 215 | 25,73 | 2,70  | 135    | 193          | 47            |  |  |  |  |  |  |  |
|                                    | Parti de gauche (Die Linke)                       | Parti de gauche (Die Linke)                       | 3 585 178        | 8,22             | 4                | 12               | 3 755 699  | 8,59  | 3,30  | 60     | 64           | 12            |  |  |  |  |  |  |  |
|                                    | Alliance 90 / Les Verts (Grünen)                  | Alliance 90 / Les Verts (Grünen)                  | 3 180 299        | 7,29             | 1                | en stagnation    | 3 694 057  | 8,44  | 2,27  | 62     | 63           | 5             |  |  |  |  |  |  |  |
|                                    | Parti libéral-démocrate (FDP)                     | Parti libéral-démocrate (FDP)                     | 1 028 645        | 2,38             | 0                | en stagnation    | 2 083 533  | 4,76  | 6,80  | 0      | 0            | 93            |  |  |  |  |  |  |  |
|                                    | Alternative pour l'Allemagne (AfD)                | Alternative pour l'Allemagne (AfD)                | 810 915          | 1,86             | 0                | en stagnation    | 2 056 985  | 4,70  | Nv.   | 0      | 0            | en stagnation |  |  |  |  |  |  |  |
|                                    | Parti des pirates (Piraten)                       | Parti des pirates (Piraten)                       | 963 623          | 2,21             | 0                | en stagnation    | 959 177    | 2,19  | 0,24  | 0      | 0            | en stagnation |  |  |  |  |  |  |  |
|                                    | Parti national-démocrate d'Allemagne (NPD)        | Parti national-démocrate d'Allemagne (NPD)        | 635 135          | 1,46             | 0                | en stagnation    | 560 828    | 1,28  | 0,19  | 0      | 0            | en stagnation |  |  |  |  |  |  |  |
|                                    | Électeurs libres (FW)                             | Électeurs libres (FW)                             | 431 640          | 0,99             | 0                | en stagnation    | 423 977    | 0,97  | 0,94  | 0      | 0            | en stagnation |  |  |  |  |  |  |  |
|                                    | Parti de protection des animaux (Tierschutz)      | Parti de protection des animaux (Tierschutz)      | 4 437            | 0,01             | 0                | en stagnation    | 140 366    | 0,32  | 0,21  | 0      | 0            | en stagnation |  |  |  |  |  |  |  |
|                                    | Parti écologiste-démocrate (ÖDP)                  | Parti écologiste-démocrate (ÖDP)                  | 128 209          | 0,29             | 0                | en stagnation    | 127 088    | 0,29  | 0,01  | 0      | 0            | en stagnation |  |  |  |  |  |  |  |
|                                    | Les Républicains (REP)                            | Les Républicains (REP)                            | 27 299           | 0,06             | 0                | en stagnation    | 91 193     | 0,21  | 0,24  | 0      | 0            | en stagnation |  |  |  |  |  |  |  |
|                                    | Die PARTEI                                        | Die PARTEI                                        | 39 388           | 0,09             | 0                | en stagnation    | 78 674     | 0,18  | Nv.   | 0      | 0            | en stagnation |  |  |  |  |  |  |  |
|                                    | Mouvement citoyen Pro-Allemagne (pro Deutschland) | Mouvement citoyen Pro-Allemagne (pro Deutschland) | 4 815            | 0,01             | 0                | en stagnation    | 73 854     | 0,17  | Nv.   | 0      | 0            | en stagnation |  |  |  |  |  |  |  |
|                                    | Parti bavarois (BP)                               | Parti bavarois (BP)                               | 28 430           | 0,07             | 0                | en stagnation    | 57 395     | 0,13  | 0,02  | 0      | 0            | en stagnation |  |  |  |  |  |  |  |
|                                    | Autres                                            | Autres                                            | 58 544           | 0,13             | 0                | en stagnation    | 206 369    | 0,47  | —     | 0      | 0            | en stagnation |  |  |  |  |  |  |  |
|                                    | Indépendants                                      | Indépendants                                      | 77 306           | 0,18             | 0                | en stagnation    |            |       |       |        | 0            | en stagnation |  |  |  |  |  |  |  |
|                                    |                                                   |                                                   |                  |                  |                  |                  |            |       |       |        |              |               |  |  |  |  |  |  |  |
| Votes valides                      | Votes valides                                     | Votes valides                                     | 43 625 042       | 98,45            |                  |                  | 43 726 856 | 98,68 |       |        |              |               |  |  |  |  |  |  |  |
| Votes blancs et nuls               | Votes blancs et nuls                              | Votes blancs et nuls                              | 684 883          | 1,55             | 583 069          | 1,32             |            |       |       |        |              |               |  |  |  |  |  |  |  |
| Total                              | Total                                             | Total                                             | 44 309 925       | 100              | 299              | en stagnation    | 44 309 925 | 100   | —     | 332    | 631          | 28            |  |  |  |  |  |  |  |
| Abstention                         | Abstention                                        | Abstention                                        | 17 636 975       | 28,47            |                  |                  | 17 636 975 | 28,47 |       |        |              |               |  |  |  |  |  |  |  |
| Inscrits/Participation             | Inscrits/Participation                            | Inscrits/Participation                            | 61 946 900       | 71,53            | 61 946 900       | 71,53            |            |       |       |        |              |               |  |  |  |  |  |  |  |

### Par Land

#### Résumé

Résultats par Land

| Land                               | CDU/CSU | SPD  | LINKE | GRÜNE | FDP | AfD | Autres |
| ---------------------------------- | ------- | ---- | ----- | ----- | --- | --- | ------ |
| Bade-Wurtemberg                    | 45,7    | 20,6 | 4,8   | 11,0  | 6,2 | 5,2 | 6,5    |
| Bavière                            | 49,3    | 20,0 | 3,8   | 8,4   | 5,1 | 4,2 | 9,2    |
| Berlin                             | 28,5    | 24,6 | 18,5  | 12,3  | 3,6 | 4,9 | 7,6    |
| Brandebourg                        | 34,8    | 23,1 | 22,4  | 4,7   | 2,5 | 6,0 | 6,5    |
| Brême                              | 29,3    | 35,7 | 10,1  | 12,1  | 3,4 | 3,7 | 5,7    |
| Hambourg                           | 32,2    | 32,4 | 8,8   | 12,6  | 4,8 | 4,1 | 5,1    |
| Hesse                              | 39,2    | 28,8 | 6,0   | 9,9   | 5,6 | 5,6 | 4,9    |
| Mecklembourg-Poméranie-Occidentale | 42,5    | 17,8 | 21,5  | 4,3   | 2,2 | 5,6 | 6,1    |
| Basse-Saxe                         | 41,1    | 33,1 | 5,0   | 8,8   | 4,2 | 3,7 | 4,1    |
| Rhénanie-du-Nord-Westphalie        | 39,8    | 31,9 | 6,1   | 8,0   | 5,2 | 3,9 | 5,1    |
| Rhénanie-Palatinat                 | 43,3    | 27,5 | 5,4   | 7,6   | 5,5 | 4,8 | 5,9    |
| Sarre                              | 37,8    | 31,0 | 10,0  | 5,7   | 3,8 | 5,2 | 6,5    |
| Saxe                               | 42,6    | 14,6 | 20,0  | 4,9   | 3,1 | 6,8 | 8,0    |
| Saxe-Anhalt                        | 41,2    | 18,2 | 23,9  | 4,0   | 2,6 | 4,2 | 5,9    |
| Schleswig-Holstein                 | 39,2    | 31,6 | 5,2   | 9,4   | 5,6 | 4,6 | 4,4    |
| Thuringe                           | 38,8    | 16,1 | 23,4  | 4,9   | 2,6 | 6,2 | 8,0    |

### Différences régionales
| Résultats en ex-RFA %50403020100 42,2 % (+7,5 %)27,4 % (+3,2 %)9,2 % (−2,3 %)5,6 % (−2,7 %)5,2 % (−10,2 %)4,4 % (inc.)2,1 % (+0,1 %)1,0 % (−0,1 %)2,9 % (+0,1 %) UnionSPDVertsLinkeFDPAfDPiratesNPDAutres 20092013 | Résultats en ex-RDA %403020100 38,5 % (+8,7 %)22,7 % (−5,8 %)17,9 % (± 0,0 %)5,8 % (inc.)5,1 % (−1,7 %)2,8 % (−0,3 %)2,7 % (−7,9 %)2,4 % (+0,5 %)2,1 % (+0,8 %) UnionLinkeSPDAfDVertsNPDFDPPiratesAutres 20092013 |

| Länder                   | Union  | SPD    | Linke  | Grünen | FDP   | AfD   | Piraten | NPD   | Autres |
| ------------------------ | ------ | ------ | ------ | ------ | ----- | ----- | ------- | ----- | ------ |
| Länder                   |        |        |        |        |       |       |         |       |        |
| Anciens Länder (ex-RFA)  | 42,2 % | 27,4 % | 5,6 %  | 9,2 %  | 5,2 % | 4,4 % | 2,1 %   | 1,0 % | 2,9 %  |
| Nouveaux Länder (ex-RDA) | 38,5 % | 17,9 % | 22,7 % | 5,1 %  | 2,7 % | 5,8 % | 2,4 %   | 2,8 % | 2,1 %  |
| Allemagne                | 41,5 % | 25,7 % | 8,6 %  | 8,4 %  | 4,8 % | 4,7 % | 2,2 %   | 1,3 % | 2,8 %  |

### Analyse
Bien que l'Union CDU/CSU d'Angela Merkel arrive très largement en tête avec 41,5 % des suffrages exprimés, le gouvernement sortant est battu, du fait de l'élimination du FDP, qui n'atteint pas les 5 % des voix nécessaires pour obtenir des députés élus à la représentation proportionnelle. Le SPD progresse par rapport à 2009 mais doit se contenter d'un résultat faible (25,7 %), et est largement distancé par la CDU/CSU. Le soir des élections, le candidat social-démocrate à la chancellerie, Peer Steinbrück, dont la campagne a globalement été jugée décevante par les analystes politiques, assume son échec : « Personne ne va embellir les résultats ». Les deux autres partis de gauche sont en recul : avec 8,6 % des suffrages exprimés, Die Linke cède 3,3 points et retrouve son niveau de 2005 mais devient la troisième force politique du pays grâce au recul concomitant des Verts, qui rassemblent 8,4 % des voix.
Les Verts ont pâti d'une polémique sur la pédophilie survenue pendant la campagne, après qu'un chercheur a révélé que le parti et plusieurs personnalités notables, dont son porte-parole au Bundestag, Jürgen Trittin, avaient milité dans les années 1980 pour la dépénalisation des relations entre enfants et adultes. Bien que Trittin ait depuis fait son mea-culpa, les Verts voient les intentions de vote en leur faveur fondre dans les sondages d'opinion,. Ils obtiennent finalement 8,4 % des voix, soit 2,3 points de moins qu'en 2009.
La CDU/CSU restant à seulement cinq sièges de la majorité absolue au Bundestag, parce que 15 % des voix ont été à des partis qui n'ont pas passé le seuil électoral, elle doit trouver un nouveau partenaire de coalition. La pratique du gouvernement minoritaire étant en pratique exclue en Allemagne (Angela Merkel insiste ainsi sur le fait que « l'Allemagne a besoin d'un gouvernement stable »), et le FDP ayant perdu tous ses élus, l'actuelle chancelière doit se tourner vers le SPD ou les écologistes pour former une coalition. À la suite du scandale au sein des Verts, la perspective d’une nouvelle grande coalition CDU/CSU-SPD apparaît comme étant la plus crédible. Même si la gauche dans son ensemble est arithmétiquement majoritaire en sièges, le SPD rejette fermement toute idée d'alliance avec Die Linke, dont les propositions sont jugées trop radicales et dont certains des dirigeants sont jugés trop proches de l'ancien parti-unique de la RDA, le SED. Jusqu'à ce qu'un accord soit trouvé, c'est le gouvernement sortant qui gère les affaires courantes,.

### Conséquences
Après presque trois mois de négociations, la chancelière Angela Merkel parvient finalement à trouver un accord avec le SPD, celui-ci acceptant de s'allier à la CDU/CSU pour une « grande coalition ». Après consultation des militants sociaux-démocrates, le cabinet Merkel III est constitué le 17 décembre 2013 : confirmée, Merkel est secondée par le président du SPD, Sigmar Gabriel, nommé vice-chancelier et ministre fédéral de l'Économie et de l'Énergie.